# Nicasio Pelayo
Nicasio Pelayo fue un político español que llegó a ser Ministro de Agricultura. Durante el bienio radical-cedista de la II República Española (1933-1935). Estancó la reforma agraria que tuvo lugar durante el bienio progresista (1931-1933). Miembro del Partido Agrario.
- Datos: Q6041892